# Бела Црква (Кукуш)
Бела Црква (грч. Κολχίδα, Колхида) је насељено место у општини Кукуш у периферији Средишња Македонија, Грчка. Према попису из 2021. године било је 73 становника.
Према бугарском географу и историчару, Василу Канчову, у Белој Цркви је 1900. године живело 24 Словена хришћана и 12 Рома. Током Другог балканског рата грчка војска је запалила село а становништво је протерано. После рата је насељено 15 грчких избегличких породица из Турске, а нешто касније је досељено још грчких породица. На попису из 1928. године Бела Црква је имала 205 становника.